# Nadia Naveau
Nadia Naveau (Brugge, 1975) is een Belgisch beeldend kunstenaar. Zij studeerde beeldhouwen aan de Koninklijke Academie voor Schone Kunsten, Antwerpen en later aan het Hoger Instituut voor Schone Kunsten (HISK). Zij leeft en werkt in Antwerpen.

## Werk
Naveau experimenteert in haar werk met vormen, materialen en kleurgebruik. Ze creëert zowel levensgrote als zeer kleine sculpturen, doorgaans uit klei geboetseerd. Aan de hand daarvan maakt ze een beeld waarbij ze verschillende materialen gebruikt, zoals gips, keramiek, polyester, beton, of plasticine. In 2021 won zij voor haar werk de Grote Prijs Ernest Albert voor beeldhouwkunst.

## Tentoonstellingen
Haar werk was te zien in onder ander het Middelheimmuseum, het M HKA, 'ART FORT/FORT ART', fort Edegem (2011), De Garage, Mechelen (2010) en 'Beyond Baroque', SM’s, Stedelijk Museum, ’s-Hertogenbosch. In 2007 maakte 'Le Salon du Plaisir' deel uit van de Provinciale Prijs voor Beeldende Kunst, Fabiolazaal, Antwerpen.